# Polisportiva Trani 1992-1993
Questa voce raccoglie le informazioni riguardanti  la Polisportiva Trani nelle competizioni ufficiali della stagione 1992-1993.

## Rosa
| N. |                   | Ruolo | Calciatore               |
| -- | ----------------- | ----- | ------------------------ |
|    | Italia (bandiera) | D     | Flavio Borsani           |
|    | Italia (bandiera) | D     | Vincenzo Bovio           |
|    | Italia (bandiera) | D     | Giuseppe Brescia         |
|    | Italia (bandiera) | A     | Umberto Calcagno         |
|    | Italia (bandiera) | C     | Pasquale Catalano        |
|    | Italia (bandiera) | D     | Marcello Chiricallo (II) |
|    | Italia (bandiera) | A     | Sabatino Cipolletti      |
|    | Italia (bandiera) | D     | Paolo Cristofori         |
|    | Italia (bandiera) | C     | Osvaldo Dalla Bona       |
|    | Italia (bandiera) | A     | Mauro Damiani            |
|    | Italia (bandiera) | P     | Emiliano Dei             |
|    | Italia (bandiera) | C     | Fabrizio Francescotti    |
|    | Italia (bandiera) | A     | Michele Gentile          |
|    | Italia (bandiera) | A     | Gianni Gianfreda         |

| N. |                   | Ruolo | Calciatore            |  |
| -- | ----------------- | ----- | --------------------- |  |
|    | Italia (bandiera) | D     | Dario Italia          |  |
|    | Italia (bandiera) | D     | Michele Lanotte       |  |
|    | Italia (bandiera) | A     | Marco Manzi           |  |
|    | Italia (bandiera) |       | Marrone               |  |
|    | Italia (bandiera) | P     | Giuseppe Moro         |  |
|    | Italia (bandiera) | C     | Giuseppe Orecchia     |  |
|    | Italia (bandiera) | C     | Paolo Ottavi          |  |
|    | Italia (bandiera) | C     | Walter Pasqualini     |  |
|    | Italia (bandiera) | C     | Carmelo Russo         |  |
|    | Italia (bandiera) | C     | Pasquale Squicciarini |  |
|    | Italia (bandiera) | C     | Antonio Triveri       |  |
|    | Italia (bandiera) | D     | Giacomo Zaccaria      |  |
|    | Italia (bandiera) | C     | Nunzio Zecchillo      |  |